# Hugo van Steekelenburg
Hugo María van Steekelenburg O.F.M. (Wateringen, 15 oktober 1937) is een Nederlands geestelijke en een bisschop van de Rooms-Katholieke Kerk.
Van Steekelenburg werd op 8 juni 1964 priester gewijd bij de minderbroeders Franciscanen. Daarna was hij als pastoraal werker werkzaam in Brazilië. Hij werd op 23 juni 1999 benoemd tot bisschop van Almenara. Zijn bisschopswijding door zijn eveneens Nederlandse ordegenoot Hans  'Diogo'  Reesink OFM vond plaats op 24 september 1999. Als wapenspreuk koos hij: Vida em abundancia (Leven in overvloed).
Van Steekelenburg ging op 19 juni 2013 met emeritaat. Hij is de laatste van het ooit niet onaanzienlijke smaldeel Nederlandse bisschoppen in Brazilië.